# Калле (улица)

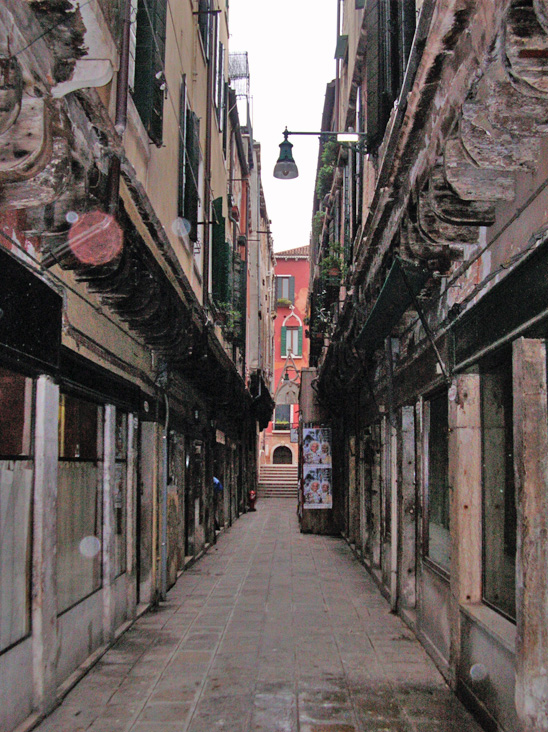
Калле дель-Парадисо в районе Кастелло в Венеции

Калле или калье (итал. Calle) — венецианская улица, расположенная между двумя непрерывными рядами домов. Здания на такой улице в основном предназначены для жилья, но также могут содержать магазины и мастерские на первых этажах. Улицы, которые проходят вдоль венецианских каналов, называются фондамента.
Термин «калле» происходит от латинского callis, что означает «тропинка» или «дорожка». В близкородственном испанском языке слово calle означает просто «улица», без каких-либо особенностей.

## Разновидности калле
Ширина калле сильно варьируется — от менее одного метра у самых узких калле, которые называют calliette, до трех-четырех метров или более у «широких калле» — calle larga.
Длина калле также очень разная: от нескольких метров до нескольких сотен метров у «длинных калле» — calli lunghe, которые могут иметь извилистый профиль.
Не все венецианские улицы носят название «калле» или «фондамента», — так, некоторые «длинные калле», исторически важные из-за многочисленных коммерческих объектов, расположенных вдоль них с древних времен, называются архаичными терминами «руга» или «ругета».
Другим термином, который используется для обозначения некоторых крупных калле особого значения, является salizada (часто неправильно переводится как вымощенная, на самом деле в повседневном использовании термин salizo e derivati охватывает как вымощенные кирпичные, так и каменные покрытия). Это название указывает на то, что в прошлом эти улицы были одними из первых, которые были вымощены кирпичом с конца XIV века благодаря их важности. До этого, как и в случае других калле и площадей, их покрытием был утрамбованный грунт. С конца XVII века кирпичи были заменены на «masegni» (дословно: камни), представляющие собой плитку из трахита, — такой плиткой сейчас вымощены практически все улицы Венеции.
Некоторые тупиковые или второстепенные калле, которые выполняют только функцию доступа к зданиям, расположенным вдоль них, называются ramo.
Термин rio terà используется для обозначения некоторых улиц, полученных в результате засыпки каналов: практики, к сожалению, популярной в XIX веке, но иногда практиковавшейся уже с XII века. Самые ранние примеры, сохранившиеся в топонимике Венеции, это Rio terà San Vio (незадолго до 1408 года) в Дорсодуро и Rio terà del la Maddalena (1498) в Каннареджо.
В Венеции годонимия калле весьма разнообразна: многие носят имена известных личностей, которые имели дома или дворцы в этом районе (например, калле Фоскарини), другие напоминают о древнем или текущем соседстве с церковью или монастырем (например, Calle drio la Chiesa, Calle de le Muneghe) или относятся к профессиям или деятельности, которые когда-то производились на улице — Calle del Forner, Calle dei Fabbri, Calle del Squero — калле пекарей, кузнецов и лодочников. В некоторых случаях название связано с какой-то историей, например, Rio terà Barba Frutariòl, что означает «Ров, засыпанный дядей-фруктовщиком». В некоторых случаях калле назывались в честь профессиональной деятельности — на калле Spadaria жили производители мечей, на калле Frezzaria — изготовители стрел, на Мерсерия были лавки торговцев тканями, а на Casselleria — располагались представители древнего венецианского промысла по изготовлению ценных подарочных коробочек из слоновой кости для свадеб.
Названия калле иногда дублируются: например, в Венеции есть несколько Calle San Doménego, Calle della Chiesa, Calle de l’Ogio, расположенных в разных сестиере города.

## Калле за пределами Венеции
Калле присутствуют во всех городах лагуны, таких как Кьоджа, Маламокко, Бурано, Мурано и других.
Также название «калле» сохранилось в ряде городов за пределами лагуны; улицы с названием «калле» можно встретить в центре Мудже, Местре, Каорле, Гарде, Лацизе, Градо и Лорео.
Термин «калле» также иногда встречается в ряде центров древнего венецианского доминиона на восточном Адриатике — в Истрии и Далмации. Например, главная улица Задара в Далмации до сих пор называется Калеларга.

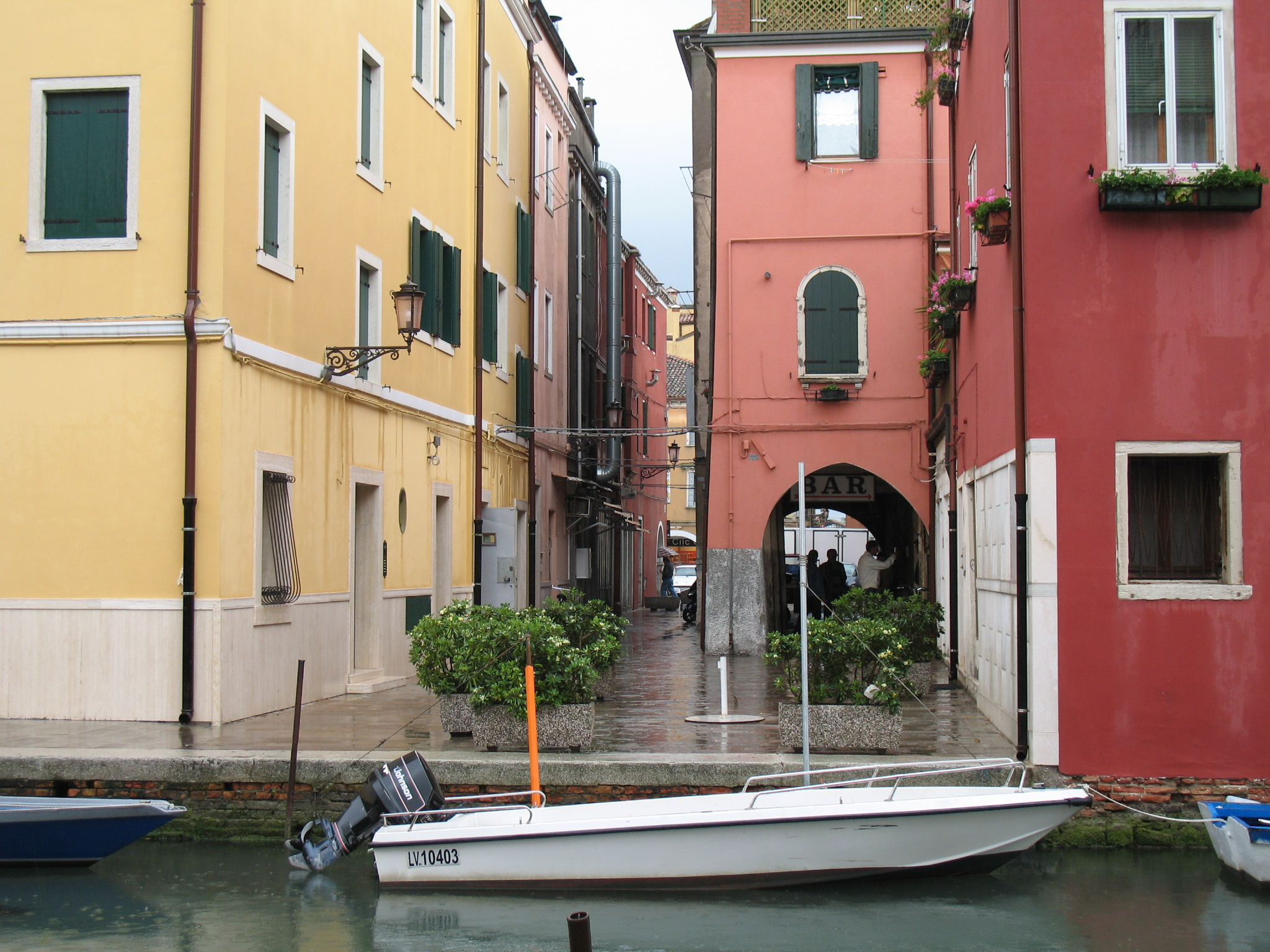
Калле в Кьодже
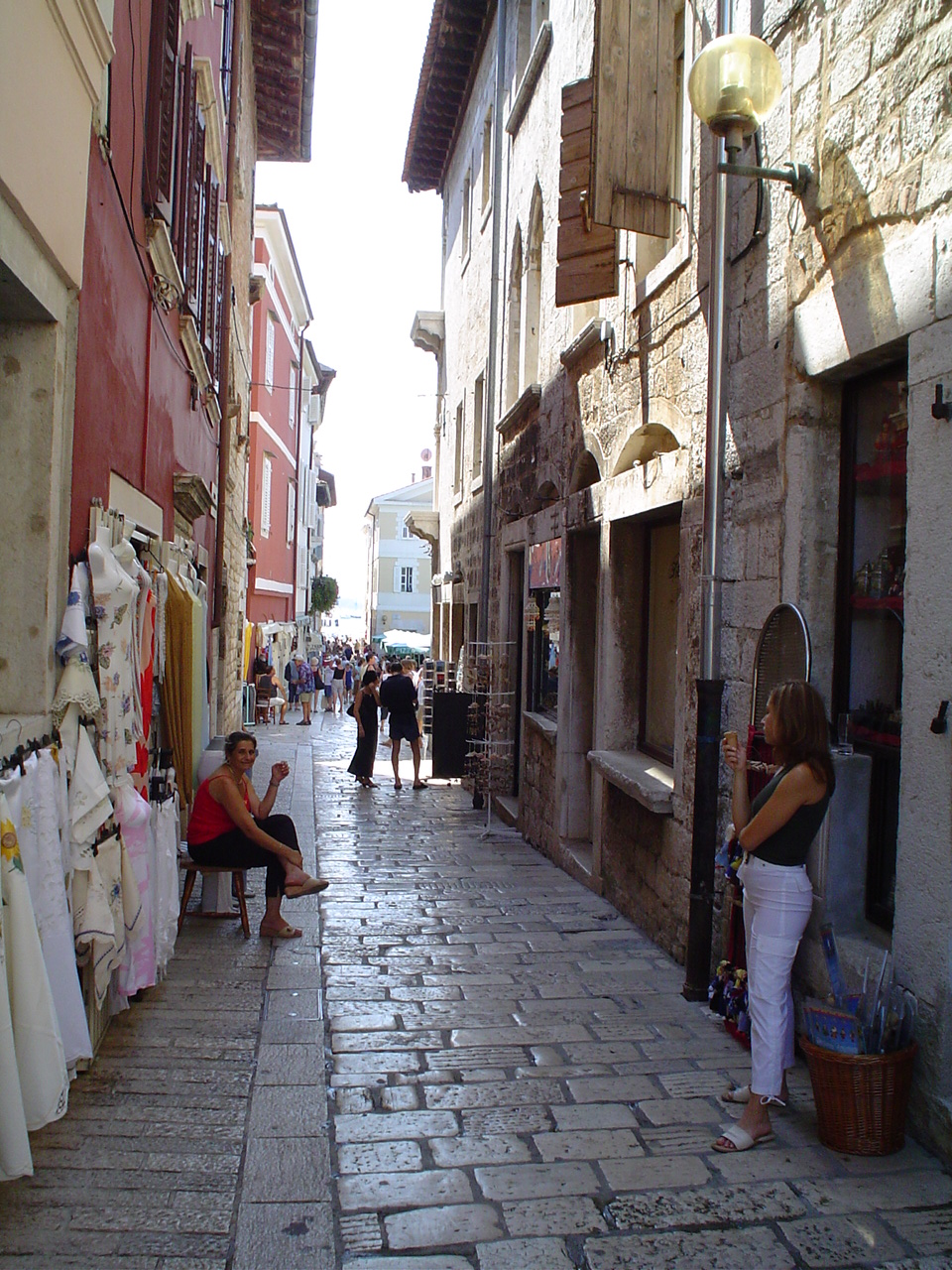
Калле в Порече
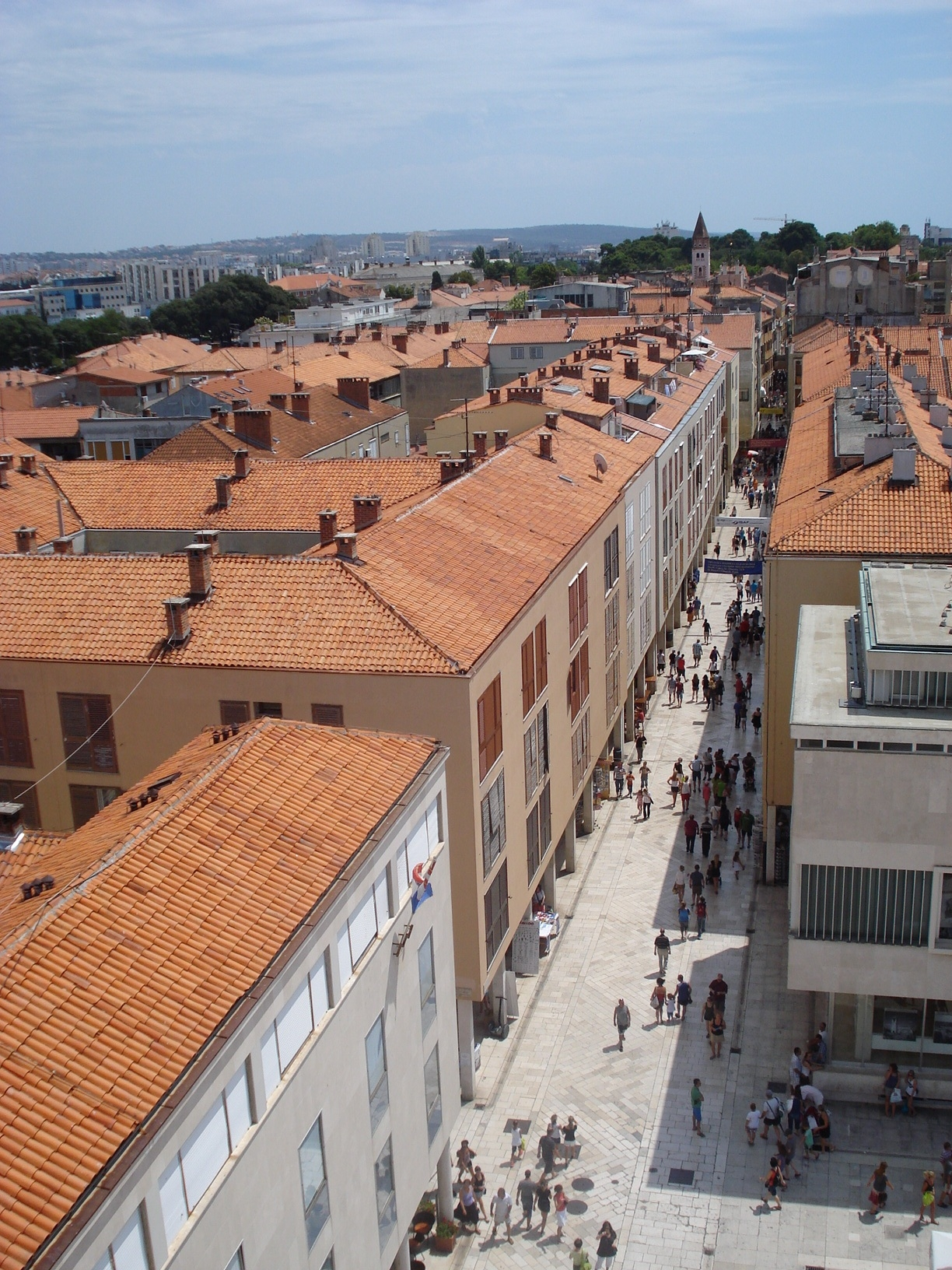
«Длинная калле» в Задаре